# 埃爾帕爾馬國家公園

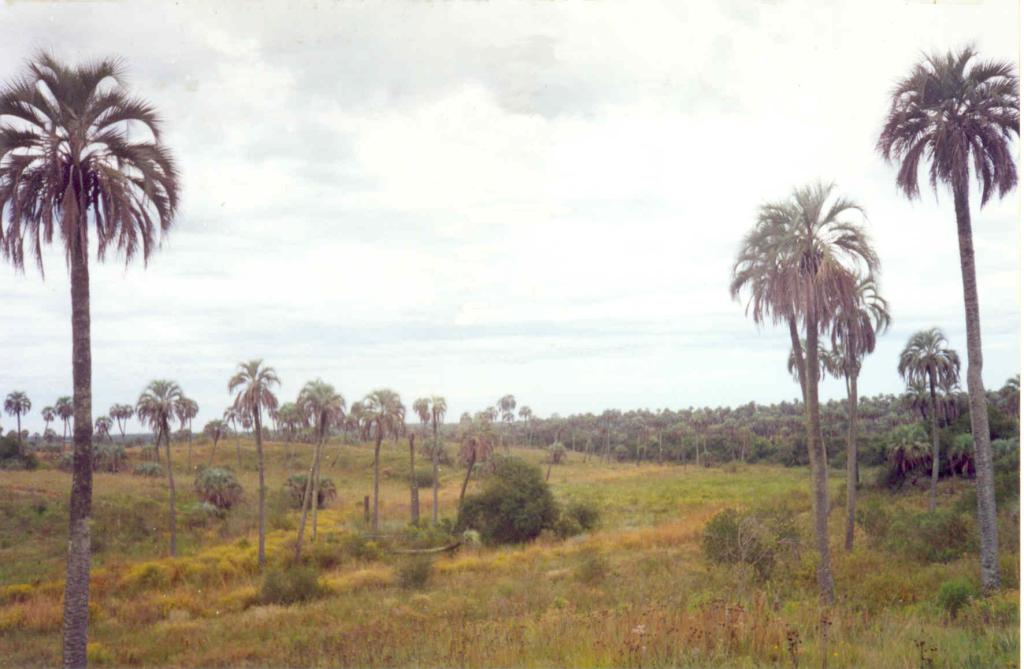

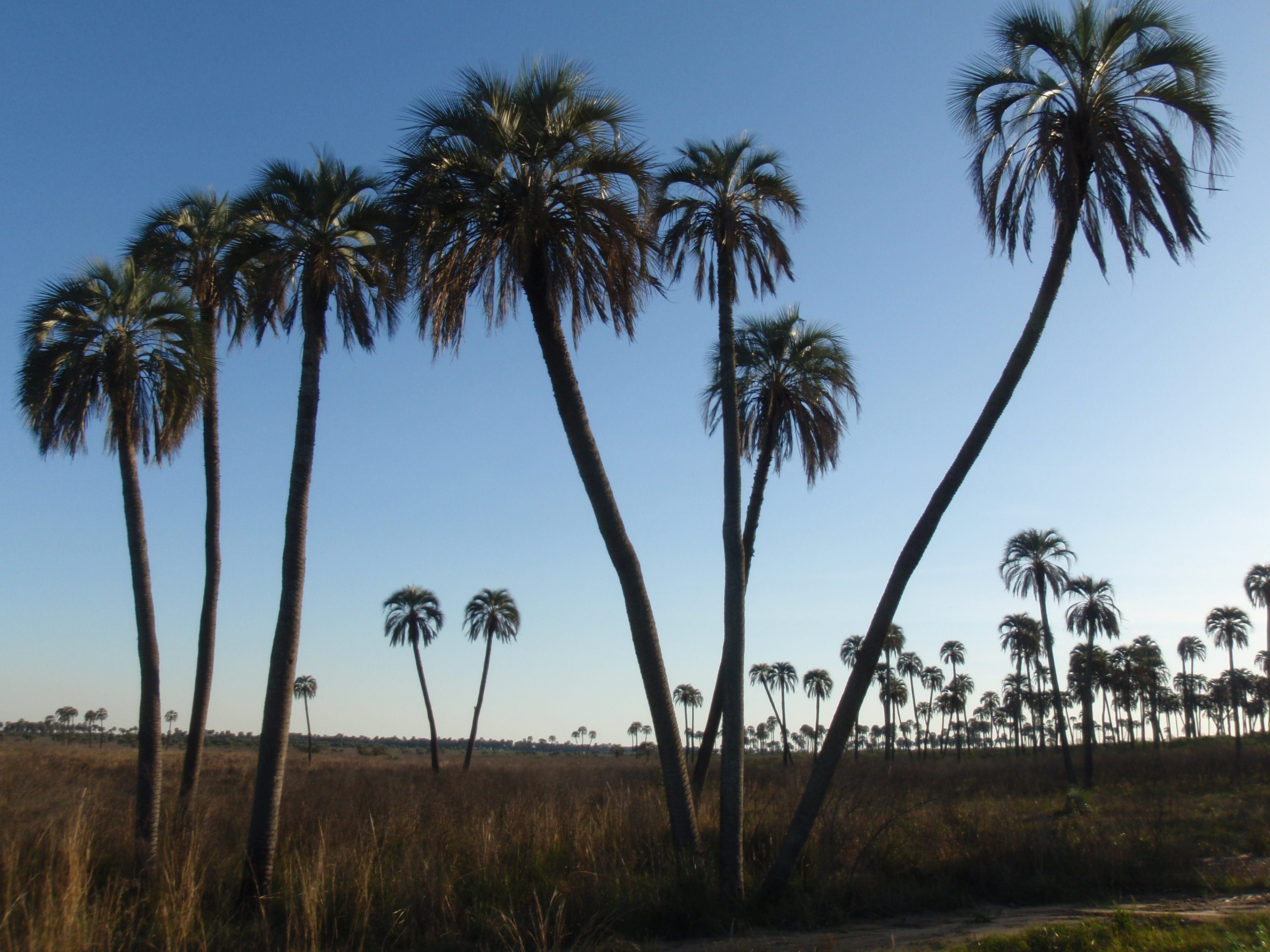

埃爾帕爾馬國家公園（西班牙語：Parque nacional El Palmar）是阿根廷恩特雷里奧斯省的國家公園，由負責管轄，距離康科迪亞60公里，面積85平方公里，成立於1966年1月28日。

## 外部連結
- Park information （页面存档备份，存于）
- El Palmar National Park (in Spanish)
- Site about El Palmar National Park （页面存档备份，存于） (in Spanish)
- Park description （页面存档备份，存于） (in Spanish)
- El Palmar Photographic Tour

31°51′11″S 58°19′21″W / 31.8531°S 58.3225°W